# Government Communications Headquarters
Government Communications Headquarters (GCHQ) je britská vládní zpravodajská a špionážní organizace. Stejně jako Secret Intelligence Service (tajná služba) odpovídá ministru zahraničí. Úzce spolupracuje s americkou Národní bezpečnostní agenturou (NSA).
Sídlem GCHQ je budova zvaná The Doughnut (kobliha) stojící na předměstí Cheltenhamu v hrabství Gloucestershire v jihozápadní Anglii.

## Historie
GCHQ vzniklo po první světové válce jako Government Code and Cypher School (GC&CS) neboli Vládní kódovací a šifrovací ústav a existovalo pod tímto jménem až do roku 1946. Během druhé světové války, kdy sídlilo v Bletchley Parku nedaleko města Milton Keynes, si získalo pověst díky své roli při dešifrování tajných německých zpráv zakódovaných pomocí přístroje Enigma.
V roce 2013 se GCHQ dostalo nechtěné pozornosti médií, když bývalý systémový administrátor pracující pro americkou Národní bezpečnostní agenturu Edward Snowden odhalil, že agentura sledovala prostřednictvím tajného programu Tempora veškerou telefonickou a elektronickou komunikaci ve Spojeném království.